# De surprise (2015)
De surprise is een Nederlandse romantische komedie uit 2015, geregisseerd door Mike van Diem. De film is gebaseerd op het gelijknamig korte verhaal uit het boek De ideale dahlia, verhalen uit 1968 van Belcampo.
Georgina Verbaan won met haar rol een Gouden Kalf als beste actrice.

## Verhaal
De multimiljonair Jacob heeft alles in zijn leven maar toch ziet hij zijn leven niet meer zitten als zijn beide ouders zijn overleden. Een poging tot zelfmoord lukt hem niet. Daarom schakelt hij hulp in bij het bedrijf Elysium, dat aan zijn wensen wil werken. Bij het schimmige bedrijf kiest Jacob voor zijn laatste reis de optie de surprise, waarbij men niet weet waar en wanneer de wens vervuld zal worden. Tijdens zijn bezoek aan het bedrijf ontmoet hij Anne die ook net het contract heeft getekend met dezelfde wens. Anne vertelt met droevige ogen dat ze hier is gekomen als reiziger, het woord dat het bedrijf gebruikt voor zelfmoordenaars. Jacob neemt Anne mee om haar te kunnen troosten. Maar dit leidt ertoe dat de twee verliefd op elkaar worden. Beiden krijgen weer zin in het leven. Er is nu wel een groot probleem, ze zitten allebei aan een contract vast waar ze niet onder uit kunnen komen.

## Rolverdeling
| Acteur                   | Personage                       |
| ------------------------ | ------------------------------- |
| Jeroen van Koningsbrugge | Jacob                           |
| Georgina Verbaan         | Anne                            |
| Jan Decleir              | Muller                          |
| Henry Goodman            | Mr. Jones                       |
| Ankur Bahl               | Asif                            |
| Naveed Choudhry          | Moshin                          |
| Oliver Gatz              | Halim                           |
| Ronny Jhutti             | Khuram                          |
| Ronald Top               | Vermeer                         |
| Elisabeth Andersen       | Moeder van Jacob                |
| Hubert Fermin            | De Wijs                         |
| Pierre Bokma             | Beveiliger                      |
| Tamar Baruch             | Marissa                         |
| Esther von Arx           | Julija                          |
| Frieda Pittoors          | Johanna                         |
| Jaap Maarleveld          | Fred                            |
| Reinier Hattink          | Assistent van De Wijs           |
| Judith Edixhoven         | Assistent van De Wijs           |
| Michel Bauwens           | Priester                        |
| Brechtje Louwaard        | Werkster                        |
| Bronagh Healy            | Werkster                        |
| Michiel Blankwaardt      | Vrachtwagenchauffeur            |
| Barry Dobson             | Bediende                        |
| Kathy O'Maera            | Russische dame                  |
| Caroline O'Connel        | Russische dame                  |
| Ian Blackmore            | Man in rolstoel (Klant Elysium) |
| Anita Kampf              | Spirituele vrouw                |
| Anja Kruger              | Spirituele vrouw                |
| Iris Rufner              | Spirituele vrouw                |
| Sonja Grundermann        | Spirituele vrouw                |
| Annika Stramer           | Spirituele vrouw                |
| Julia Seisselberg        | Spirituele vrouw                |